# 汉语盘点2020
汉语盘点2020是由中华人民共和国国家语言资源监测与研究中心、商务印书馆、人民网和腾讯公司联合主办的活动，活动已于2020年11月20日开始启动。

## 承办单位

### 主办单位
国家语言资源监测与研究中心、商务印书馆、人民网、腾讯公司。

### 协办单位
央视新闻、微博、快手、北京语言大学、中国传媒大学、华中师范大学。

## 活动流程
活动分为启动、票选和发布三个阶段。从11月20日到12月3日，中国网友可通过人民网、微信、微博等活动专区推荐字词，再经专家评评议和网络投票选出。最终的“年度字词”将于12月21日正式揭晓。活动期间，还将陆续发布“年度十大网络用语”“年度十大流行语”“年度十大新词语”。